# ديتش ديفي
ديتش ديفي هو ممثل أسترالي أشتهر بدور نيميتس في مسلسل سبارتاكوس: حرب الملعونين.

## وصلات خارجية
- ديتش ديفي على موقع IMDb (الإنجليزية)
- ديتش ديفي على موقع ألو سيني (الفرنسية)
- ديتش ديفي على موقع أول موفي (الإنجليزية)
- ديتش ديفي على موقع قاعدة بيانات الفيلم (الإنجليزية)
- ديتش ديفي على موقع كينوبويسك (الروسية)